# Ministère de l'Éducation (Espagne)
Pour les articles homonymes, voir Ministère de l'Éducation.
Le ministère de l'Éducation, de la Formation professionnelle et des Sports (Ministerio de Educación, Formación Profesional y Deportes) est le département ministériel responsable de la politique éducative, de la formation professionnelle et du sport en Espagne.
Il est dirigé, depuis le 12 juillet 2021, par la socialiste Pilar Alegría.
Le siège central du ministère se situe Calle de Alcalá à Madrid.

## Fonctions

### Missions
Le ministère est responsable de la proposition et de l'exécution des politiques gouvernementales dans les domaines éducatif et de la formation professionnelle et du sport.

### Organisation
Le ministère s'organise de la façon suivante, :
- ministre de l'Éducation, de la Formation professionnelle et des Sports
  - secrétariat d'État à l'Éducation
    - direction générale de l'Évaluation et de la Coopération territoriale
    - direction générale de la Planification et de la Gestion éducative

  - Conseil supérieur des Sports
  - secrétariat général de la Formation professionnelle
    - direction générale de la Planification, de l'innovation et de la gestion de la formation professionnelle

  - sous-secrétariat de l'Éducation, de la Formation professionnelle et des Sports
    - secrétariat général technique

### Décentralisation
Le système éducatif espagnol se distingue par son haut degré de décentralisation. De ce fait, les communautés autonomes jouent un rôle primordial. Si l'État garantit l'égalité des citoyens face à l'éducation, définit la structure des cursus scolaires et pose les grands principes et les grandes orientations de l'enseignement, les communautés autonomes participent activement à ce service public. Elles appliquent les lois nationales et déclinent sur le territoire de leur compétence la politique éducative. Ainsi, l'ossature des programmes est définie par le ministère, les départements de l'éducation des exécutifs régionaux adaptent par la suite ce schéma général aux spécificités locales (cette pratique prend davantage de sens dans les communautés dotées d'une langue propre). De la même manière, 99 % du personnel contribuant au fonctionnement du service public de l'éducation (enseignants et non enseignants) dépend des communautés autonomes.
Le ministère dispose pour ce faire du pouvoir de légiférer et d'imposer une règlementation commune à toute l'Espagne. Les communautés peuvent également légiférer pour compléter les textes nationaux, et se chargent de la gestion fonctionnelle du système éducatif de leur région. Le financement du système revient aux communautés, qui perçoivent une enveloppe financière de la part de l'État. Ainsi, les communautés autonomes assument 85 % des dépenses publiques en matière éducative au niveau national.
Il est possible de synthétiser la répartition des compétences entre le ministère et les communautés sous forme de tableau :
| Répartition des compétences dans le domaine de l'enseignement scolaire | Répartition des compétences dans le domaine de l'enseignement scolaire                                    | Répartition des compétences dans le domaine de l'enseignement scolaire |
| Domaine                                                                | Compétences du ministère                                                                                  | Compétences des communautés autonomes |
| ---------------------------------------------------------------------- | --- | --- |
| Organisation des cursus, diplômes                                      | Détermine la structure des cursus scolaires, les niveaux, et les diplômes les sanctionnant                | Aucune |
| Programmes scolaires                                                   | Définit les apprentissages minimaux et fixe 65 % des matières (55 % pour les communautés à langue propre) | Complètent les programmes définis par le ministère |
| Établissements scolaires                                               | Détermine les conditions générales de sécurité, des effectifs maximaux, garantit la gratuité scolaire     | Implantation, construction, entretien des établissements, attribution des moyens financiers, nomination et inspection des personnels de direction, d'enseignement et autres |
| Personnel enseignant                                                   | Fixe les conditions d'admission dans le corps enseignant (diplômes, etc.)                                 | Recrutement, nomination, rémunération et évaluation des enseignants, définition du statut des enseignants                                                                   |
| Inspection                                                             | Haute inspection : contrôle du respect de la législation au niveau régional                               | Inspection des établissements scolaires |

Deux organismes servent à coordonner l'action éducative sur l'ensemble du pays :
- la conférence sectorielle de l'éducation, un organe multipartite, regroupant l'État et les communautés autonomes pour maintenir une certaine cohésion entre l'action du gouvernement et celle des différentes communautés. Elle sert de canal d'information et de dialogue privilégié entre ces différentes institutions[5] ;
- le conseil scolaire de l'État, une institution collégiale qui réunit les différents secteurs intervenant dans le domaine de l'enseignement scolaire afin de discuter et de conseiller le gouvernement au sujet de son action éducative[6].

## Historique
Le 18 avril 1900, la régente Marie-Christine de Teschen crée le « ministère de l'Instruction publique et des Beaux-arts » (en espagnol : Ministerio de Instrucción Pública y Bellas Artes). Il est transformé en 1937 en « ministère de l'Instruction publique et de la Santé » (en espagnol : Ministerio de Instrucción Pública y Sanidad), puis en « ministère de l'Éducation nationale » (en espagnol : Ministerio de Educación Nacional) en 1938. En 1966, il devient le « ministère de l'Éducation et de la Science » (en espagnol : Ministerio de Educación y Ciencia), un titre qu'il porte jusqu'en 1996, sauf quand il est simplement le « ministère de l'Éducation » (en espagnol : Ministerio de Educación) entre 1976 et 1978, puis de 1979 à 1981.
Il disparaît une première fois entre 1996, lorsqu'il est fusionné avec le ministère de la Culture. Il est recréé en 2004 comme « ministère de l'Éducation et de la Science ». Récupérant les compétences en matière de politique sociale, il est de nouveau transformé en 2008 et devient le « ministère de l'Éducation, de la Politique sociale et des Sports » (en espagnol : Ministerio de Educación, Política Social y Deporte, MEPSYD) pendant un an. Il reprend alors son nom de « ministère de l'Éducation » jusqu'à sa nouvelle unification au ministère de la Culture en 2011.
Il réapparaît en 2018, en tant que ministère de l'Éducation et de la Formation professionnelle.

## Titulaires depuis 1977
| Nom | Nom | Nom                      | Dates du mandat | Dates du mandat | Parti | Gouvernement            |
| --- | --- | ------------------------ | --------------- | --------------- | ----- | ----------------------- |
| |     | Íñigo Cavero             | 05/07/1977      | 06/04/1979      | UCD   | Suárez II               |
| |     | José Manuel Otero Novas  | 06/04/1979      | 09/09/1980      | UCD   | Suárez III              |
| |     | Juan Antonio Ortega      | 09/09/1980      | 02/12/1981      | UCD   | Suárez III Calvo-Sotelo |
| |     | Federico Mayor           | 02/12/1981      | 03/12/1982      | UCD   | Calvo-Sotelo            |
| |     | José María Maravall      | 03/12/1982      | 12/07/1988      | PSOE  | González I et II        |
| |     | Javier Solana            | 12/07/1988      | 24/06/1992      | PSOE  | González II et III      |
| |     | Alfredo Pérez Rubalcaba  | 24/06/1992      | 14/07/1993      | PSOE  | González III            |
| |     | Gustavo Suárez Pertierra | 14/07/1993      | 03/07/1995      | PSOE  | González IV             |
| |     | Jerónimo Saavedra,       | 03/07/1995      | 06/05/1996      | PSOE  | González IV             |
| |     |                          |                 |                 |       |                         |
| |     | María Jesús San Segundo  | 18/04/2004      | 11/04/2006      | Sans  | Zapatero I              |
| |     | Mercedes Cabrera         | 11/04/2006      | 07/04/2009      | Sans  | Zapatero I et II        |
| |     | Ángel Gabilondo,         | 07/04/2009      | 22/12/2011      | Sans  | Zapatero II             |
| |     |                          |                 |                 |       |                         |
| |     | Isabel Celaá             | 07/06/2018      | 12/07/2021      | PSOE  | Sánchez I et II         |
| |     | Pilar Alegría            | 12/07/2021      | En fonction     | PSOE  | Sánchez II et III       |
| Titres successifs : - Depuis 2023 : Éducation, Formation professionnelle et Sport (Educación, Formación Profesional y Deporte) |     |                          |                 |                 |       |                         |

## Identité visuelle (logotype)

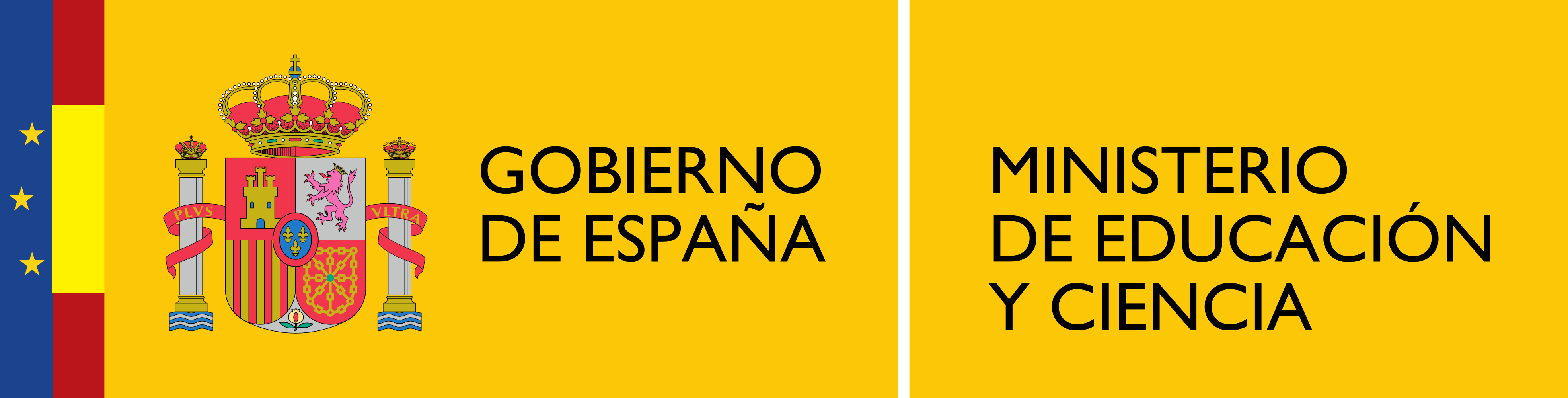
Logo du ministère de l'Éducation et de la Science entre 2004 et 2008.
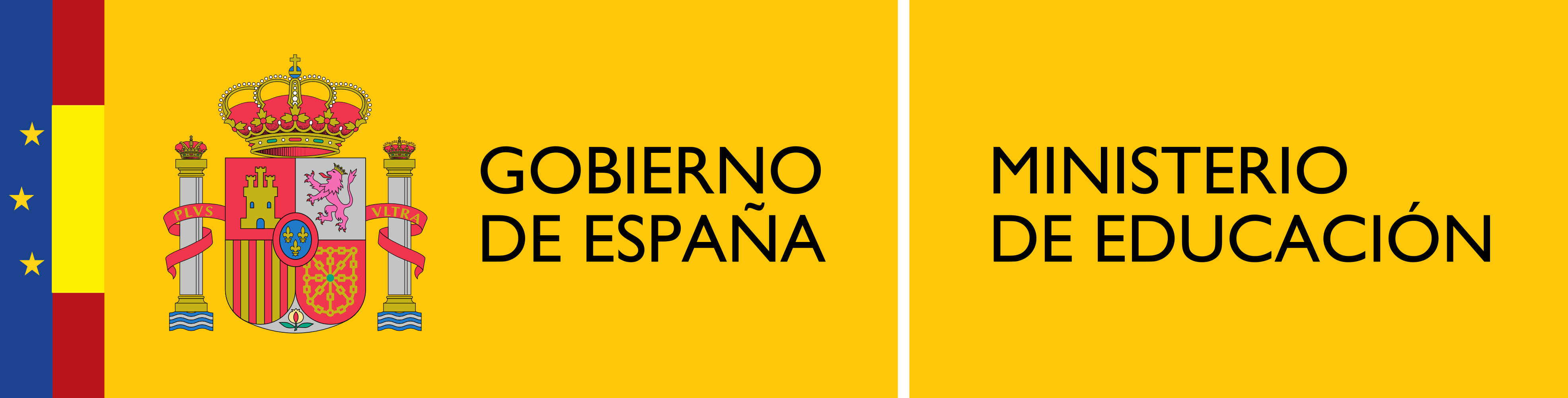
Logo du ministère de l'Éducation entre 2009 et 2011.
Logo du ministère de l'Éducation et de la Formation professionnelle depuis 2018.